# 条約の改正
条約の改正（じょうやくのかいせい）は、当事国間の合意によって条約を変更することである。

## 概要
1969年に採択された条約法に関するウィーン条約（条約法条約）第39条は条約の改正について以下のように定める。
このように条約法条約第39条は、条約当事国間の合意によって条約を改正できることとした。条約のすべての当事国は条約の改正に関する交渉に参加する権利を持ち、改正を提案する国はすべての当事国に対して提案を通告しなければならず、また改正前の条約の当事国は改正後の条約の当事国となる権利を有する（条約法条約第40条）。ただし条約法条約第39条にあるように条約に別段の定めがある場合はこの限りではなく、条約の最終条項に改正手続きについての規定がおかれることが少なくない。例えば一般的なものとしては、国際人権A規約第29条や同B規約第51条、あるいは宇宙条約第15条のように、改正のためには改正前の条約の全締約国が合意に至る必要はなく、一定数の国（通常は3分の2の多数決）が合意することができれば改正が可能とする規定をおくものも多い。また例えば南極条約第12条第2項や月協定第18条のように、締約国から要請があれば締約国会議を開催し条約の改正問題について検討することを可能としているものもある。

## 多数国間条約の改正に反対する国
|                                       | 改正前に条約を批准し 改正に合意した国 | 改正前に条約を批准し 改正に反対する国 | 改正後に条約を批准した国 |
| ------------------------------------- | ------------------------------------- | ------------------------------------- | ------------------------ |
| 改正前に条約を批准し 改正に合意した国 | 改正後の条約                          | 改正前の条約                          | 改正後の条約             |
| 改正前に条約を批准し 改正に反対する国 | 改正前の条約                          | 改正前の条約                          | 改正前の条約             |
| 改正後に条約を 批准した国             | 改正後の条約                          | 改正前の条約                          | 改正後の条約             |

条約法条約の前文にもあるように、国際法の基本原理として合意は守られなければならず（pacta sunt servanda）、この原理に基づき発効した条約は当事国を法的に拘束する。その対をなす国際法の基本原理として、合意は当事者を拘束するが第三者を害しも益しもせず（pacta tertiis nec nocent nec procunt）、条約法条約第34条も合意なしに条約が権利や義務を設定することはできない旨を定めている。また条約法条約第40条第4項では、全締約国の合意がなくても改正が可能とする条約の場合、条約の改正規定にもとづいて成立した改正に合意しない国は原則として改正後の条約に拘束されないことを定めている。そのためこうした場合には、改正後の条約に合意する国としない国という、2種類の条約当事国が存在することとなり、適用される条約が改正前のものか改正後のものかについて複雑な条約関係が生ずることとなる（右表参照）。改正後に改正前の条約が当然に無効となるわけではなく、改正に反対する国との間では基本的に改正前の条約が適用されることになる。改正後に多数国間条約に加盟する国は基本的に改正後の条約の当事国となるが、改正に反対する国との関係では改正後に加盟する国も改正前の条約の当事国とみなされ、もしも改正前の条約に拘束されることを望まないのであれば別段の意図を表明する必要が生じる。この改正に反対する国との関係について、国連憲章は例外的な規定をおいている。国連憲章第108条・第109条によると、憲章改正案が国連総会において3分の2の多数決で採択され、すべての安保理常任理事国を含む全国連加盟国の3分の2が各々の国内憲法上の手続きに則って憲章改正案を批准したとき、憲章改正案に反対した国を含めたすべての国連加盟国に対して改正後の憲章が効力を生ずるとしている。

## 特殊な改正

### 枠組条約方式
まず枠組条約において一般的な義務を定め、後の科学技術の進展等を待ってその都度柔軟に枠組条約に規定された一般的義務を履行するための具体的細目を議定書、または附属書の形で定める条約方式を枠組条約方式という。主に環境保護などの分野での条約に多く見られる。この方式では、議定書などに規定された具体的環境保護基準などを必要に応じて柔軟に変化させることができるように、枠組条約を変更することなく議定書を改正することが可能となっている。

### 異議のない場合の改正の確定
技術的な条約について、簡易な改正の方式が採用されている場合がある。例えば商品の名称及び分類についての統一システムに関する国際条約は、その第16条において関税協力理事会により改正の勧告がされた後、6月以内に締約国から異議がない場合に、受諾したとみなすという規定がある。改正勧告に反対した国であっても更に異議を申し立てて改正をブロックしない限り改正に拘束されることになる。

### 多様な改正方式の採用
条約自体に改正方式が規定されている場合は、その規定によることになるが、条約によって各条項ごとに異なる改正の方式を規定している場合がある。例えば世界貿易機関協定は、第10条において各条項ごとにより6種類の方式が適用される旨を規定している。

### 黙示的改正
上記のような改正手続きを経ることなく、条約の適用についてすべての条約当事国が従う「後からの実行」により黙示的に改正されることもある。例えばナミビア事件国際司法裁判所勧告的意見では、安保理決議の評決手続きについて「・・・安全保障理事会の決定は、常任理事国の同意投票を含む9理事国の賛成投票によって行われる。」と定めた国連憲章第27条第3項の適用に関して、常任理事国が表決を棄権することは決議採択の阻害（いわゆる拒否権の行使）を意味しないことは国連加盟国に一般的に受け入れられた国連の一般慣行であるとし、常任理事国が2カ国棄権した安全保障理事会決議の有効性を認めた。